# Gran Premio di Spagna 1975
Il Gran Premio di Spagna 1975 è stata la quarta prova della stagione 1975 del Campionato mondiale di Formula 1. Si è corsa domenica 27 aprile 1975 sul Circuito del Montjuïc a Barcellona. La gara è stata vinta dal tedesco Jochen Mass su McLaren-Ford Cosworth; per il vincitore si trattò del primo, e unico, successo nel mondiale. Ha preceduto sul traguardo il belga Jacky Ickx su Lotus-Ford Cosworth e l'argentino Carlos Reutemann su Brabham-Ford Cosworth.
La gara venne interrotta dopo 29 giri per un incidente occorso alla Hill di Rolf Stommelen, che piombò sugli spettatori, provocando quattro vittime. Così, per la prima volta, solo la metà dei punti venne assegnata. Lella Lombardi, giungendo sesta, fu la prima donna pilota a ottenere punti iridati. A causa dell'interruzione la gara durò solo 42 minuti, 53 secondi e 700 millesimi, risultando così la più corta della storia del mondiale, fino al Gran Premio d'Australia 1991.

## Vigilia

### Aspetti tecnici
Qualche settimana prima del gran premio il Montjuïc, zona nella quale veniva allestito il tracciato provvisorio che ospitava il gran premio, venne visitato da Jean-Pierre Beltoise, in rappresentanza della GPDA e da un ingegnere della CSI, che suggerirono di alzare una terza fascia di guard rails nei punti più esposti del tracciato.
Già al mercoledì scoppiarono le polemiche sulla sicurezza del circuito. I piloti membri della GPDA criticarono il modo con cui erano stati montati i guardrail. Decisero perciò di scendere in sciopero e boicottare le prove.
La Hill ribattezzò ufficialmente la Lola T371, utilizzata nel Gran Premio del Sudafrica, col proprio nome di Hill GH1, debuttando perciò come costruttore, in una gara valida per il mondiale; la casa inglese aveva già utilizzato il proprio nome nella Race of Champions. La Williams presentò il modello FW04, affidato al solo Arturo Merzario.

### Aspetti sportivi
Il pilota britannico Tony Brise fece il suo esordio nel mondiale di Formula 1, prendendo il posto di Jacques Laffite alla Williams, impegnato nell'ADAC-Eiffelrennen di Formula 2. Inizialmente al posto del pilota francese era stato indicato il pilota italiano Giorgio Pianta.
Il francese François Migault, che aveva corso nel 1974 con la BRM sostituì Graham Hill alla scuderia eponima. Fecero il loro esordio nel campionato mondiale di F1 anche il pilota australiano Alan Jones al volante di una Hesketh della Custom Made Harry Stiller Racing e l'olandese Roelof Wunderink sull'Ensign. Il team britannico aveva saltato le prime tre gare della stagione, mancando in F1 dal Gran Premio degli Stati Uniti d'America 1974.

## Qualifiche

### Resoconto
Al venerdì i piloti decisero di non prendere parte alle prove vista la pericolosità dei guard rails. Effettuarono dei giri solo Jacky Ickx  e Vittorio Brambilla.
L'organizzazione perciò decise di rimontarli, venendo aiutata in questo anche dai meccanici delle scuderie.
Al sabato, alcuni piloti (tra cui Fittipaldi, Lauda, Hill e Jarier) effettuarono un sopralluogo a piedi sulla pista, accompagnati da un delegato della CSI. Dall'ispezione i piloti espressero le loro perplessità sulla situazione del tracciato.
Dopo una riunione della GPDA, i piloti annunciarono di non voler prendere parte alle prove. Alcuni piloti però (Mario Andretti, Jacky Ickx, Bob Evans), non appartenenti all'organizzazione, erano invece propensi a correre. La CSI spinse i piloti a partecipare alle prove e un'ulteriore riunione tra i piloti evidenziò una spaccatura nel fronte dei corridori. Il primo turno del sabato vide solo Wunderink, Evans e Ickx effettuare qualche giro del tracciato.
Un'ulteriore riunione tra piloti intese mettere ai voti la decisione di partecipare o meno alla gara. Sulla decisione gravò però la minaccia degli organizzatori di far sequestrare le vetture dalla Guardia Civil, all'interno dello Stadio Olimpico, utilizzato come paddock. Tale sequestro avrebbe bloccato le vetture in Spagna per alcuni mesi. Tale minaccia spinse così le scuderie e i piloti a prendere parte al turno di prove che iniziò alle ore 16.
Il campione del mondo uscente Emerson Fittipaldi  decise però di percorrere lentamente la pista, compiendo i 3 giri previsti dal regolamento e ritirarsi nei box senza prendere parte né al resto delle prove né alla gara.
La pole venne conquistata da Niki Lauda, per la decima volta nella carriera. Per la Ferrari si trattò della prima pole dal Gran Premio d'Italia 1974. Clay Regazzoni completò la prima fila per la casa italiana. Patrick Depailler ebbe un incidente ma fortunatamente i guard-rails resistettero all'urto

### Risultati
Nella sessione di qualifica si è avuta questa situazione:
| Pos | Nº | Pilota             | Costruttore              | Squadra                          | Tempo  | Griglia |
| --- | -- | ------------------ | ------------------------ | -------------------------------- | ------ | ------- |
| 1   | 12 | Niki Lauda         | Ferrari                  | Scuderia Ferrari SpA SEFAC       | 1'23"4 | 1       |
| 2   | 11 | Clay Regazzoni     | Ferrari                  | Scuderia Ferrari SpA SEFAC       | 1'23"5 | 2       |
| 3   | 24 | James Hunt         | Hesketh-Ford Cosworth    | Hesketh Racing                   | 1'23"8 | 3       |
| 4   | 27 | Mario Andretti     | Parnelli-Ford Cosworth   | Vel's Parnelli Jones Racing      | 1'23"9 | 4       |
| 5   | 9  | Vittorio Brambilla | March-Ford Cosworth      | Beta Team March                  | 1'24"2 | 5       |
| 6   | 18 | John Watson        | Surtees-Ford Cosworth    | Team Surtees                     | 1'24"3 | 6       |
| 7   | 4  | Patrick Depailler  | Tyrrell-Ford Cosworth    | Elf Team Tyrrell                 | 1'24"4 | 7       |
| 8   | 16 | Tom Pryce          | Shadow-Ford Cosworth     | UOP Shadow Racing Team           | 1'24"5 | 8       |
| 9   | 22 | Rolf Stommelen     | Hill-Ford Cosworth       | Embassy Racing with Graham Hill  | 1'24"7 | 9       |
| 10  | 17 | Jean-Pierre Jarier | Shadow-Ford Cosworth     | UOP Shadow Racing Team           | 1'25"0 | 10      |
| 11  | 2  | Jochen Mass        | McLaren-Ford Cosworth    | Marlboro Team Texaco             | 1'25"2 | 11      |
| 12  | 5  | Ronnie Peterson    | Lotus-Ford Cosworth      | John Player Team Lotus           | 1'25"3 | 12      |
| 13  | 3  | Jody Scheckter     | Tyrrell-Ford Cosworth    | Elf Team Tyrrell                 | 1'25"4 | 13      |
| 14  | 8  | Carlos Pace        | Brabham-Ford Cosworth    | Martini Racing                   | 1'25"8 | 14      |
| 15  | 7  | Carlos Reutemann   | Brabham-Ford Cosworth    | Martini Racing                   | 1'25"8 | 15      |
| 16  | 6  | Jacky Ickx         | Lotus-Ford Cosworth      | John Player Team Lotus           | 1'26"3 | 16      |
| 17  | 28 | Mark Donohue       | Penske-Ford Cosworth     | Penske Cars                      | 1'26"3 | 17      |
| 18  | 21 | Tony Brise         | Williams-Ford Cosworth   | Frank Williams Racing Cars       | 1'26"4 | 18      |
| 19  | 31 | Roelof Wunderink   | Ensign-Ford Cosworth     | HB Bewaking Team Ensign          | 1'26"6 | 19      |
| 20  | 25 | Alan Jones         | Hesketh-Ford Cosworth    | Custom Made Harry Stiller Racing | 1'26"7 | 20      |
| 21  | 30 | Wilson Fittipaldi  | Copersucar-Ford Cosworth | Copersucar-Fittipaldi            | 1'27"2 | 21      |
| 22  | 23 | François Migault   | Hill-Ford Cosworth       | Embassy Racing with Graham Hill  | 1'27"9 | 22      |
| 23  | 14 | Bob Evans          | BRM                      | Stanley BRM                      | 1'28"8 | 23      |
| 24  | 10 | Lella Lombardi     | March-Ford Cosworth      | Lavazza March                    | 1'30"3 | 24      |
| 25  | 20 | Arturo Merzario    | Williams-Ford Cosworth   | Frank Williams Racing Cars       | 1'54"3 | 25      |
| 26  | 1  | Emerson Fittipaldi | McLaren-Ford Cosworth    | Marlboro Team Texaco             | 2'10"2 | 26      |

## Gara

### Resoconto

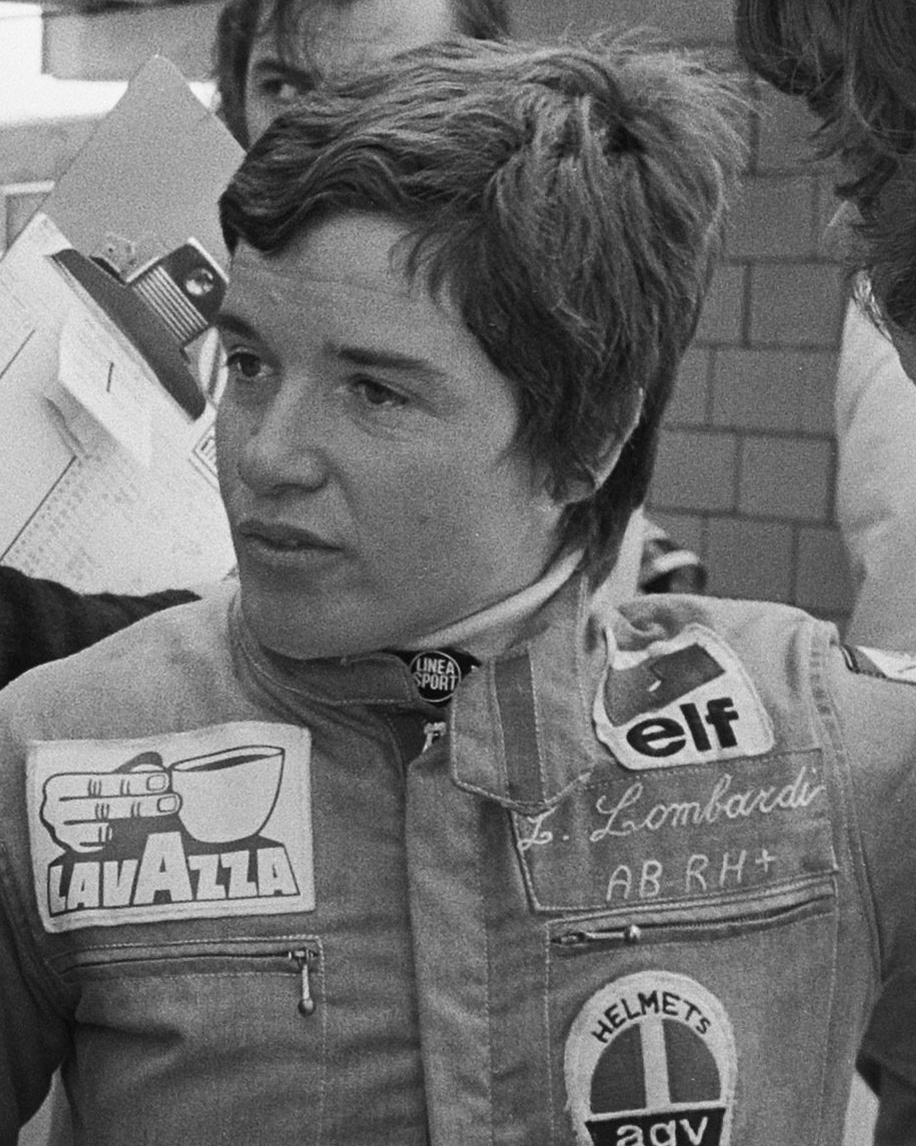
L'italiana Lella Lombardi, sesta al traguardo, fu la prima donna ad andare a punti in un Gran Premio di Formula 1

I due ferraristi Niki Lauda (in pole) e Clay Regazzoni, qualificati in prima fila,  si eliminarono a vicenda all'inizio della gara. Alla partenza  Mario Andretti sulla Parnelli colpì il retro della Ferrari di Lauda, che a sua volta finì contro Regazzoni. Lauda si ritirò subito, mentre Regazzoni tornò ai box per poi ripartire. Patrick Depailler si ritirò anch'egli al primo giro per un problema alle sospensioni, mentre Wilson Fittipaldi e Arturo Merzario si ritirarono per protesta contro la situazione del tracciato.
Andò in testa perciò James Hunt davanti ad Andretti, con John Watson terzo, Rolf Stommelen quarto, Brambilla quinto, e Carlos Pace sesto.
Al quarto giro, il motore della Tyrrell di Jody Scheckter andò in fumo, e la perdita d'olio che seguì causò degli incidenti per Alan Jones e Mark Donohue. Tre giri dopo fu Hunt a perdere il controllo su una macchia d'olio e sbattere. I primi tre perciò diventarono Andretti, Watson e Stommelen. La vettura di Watson ebbe delle forti vibrazioni che costrinsero il pilota al ritiro. La vettura di Andretti ebbe invece un problema alle sospensioni che fecero abbandonare al pilota la vetta della gara dopo sette giri. La Parnelli fece però segnare il giro più veloce, primo e unico nella sua storia nel mondiale.
Jean-Pierre Jarier e Brambilla si fermarono per cambiare gli pneumatici, mentre Tom Pryce e Tony Brise si tamponarono, e furono costretti al ritiro. Stommelen, con la Lola-Hill, si pose in testa, seguito da Pace, Ronnie Peterson, Jochen Mass e Ickx. Al giro numero 24 Peterson uscì dopo il tamponamento a François Migault, durante un doppiaggio.
Due giri dopo la tragedia che segnerà la gara e il futuro del circuito: si staccò l'alettone dalla vettura di Stommelen, facendo sbattere violentemente contro le barriere la vettura stessa, proprio nel punto in cui suoi stessi meccanici erano andati ad aiutare per rimontarle. La vettura, dopo averle colpite, carambolò in mezzo alla pista, colpì le barriere sul lato opposto, s'impennò, volando oltre le barriere stesse; Stommelen si ruppe le gambe, mentre 4 persone persero la vita (lo spettatore Andres Ruiz Villanova, i giornalisti Mario de Roia e Antonio Font Bayarri e il commissario antincendio, Joakuin Morera), anche se inizialmente venne indicata un'ulteriore vittima. Pace, che sopraggiungeva, per evitare la vettura di Stommelen ebbe anche lui un incidente.
Nel caos la gara proseguì per 4 giri, Mass passò Ickx e si pose in testa. Al giro 29, la gara venne definitivamente interrotta: Mass ne fu il vincitore, Ickx secondo, con Carlos Reutemann che completò il podio. Jean-Pierre Jarier fu quarto, Brambilla quinto, e, per la prima volta nel mondiale, una donna, Lella Lombardi giunse a punti, sesta. Siccome la gara fu interrotta prima del raggiungimento del 75% della lunghezza prevista, per la prima volta venne attribuito metà punteggio.
Sarà questa la prima ed unica vittoria per Mass, la terza ed ultima per un pilota tedesco fino all'era Schumacher. L'ultima vittoria tedesca era stata quella di Wolfgang von Trips nel Gran Premio di Gran Bretagna 1961.
Per l'unica volta nella storia della Formula 1, il podio è interamente costituito da piloti partiti fuori dalla top 10 in griglia.

### Risultati
I risultati del gran premio sono i seguenti:
| Pos | No | Pilota             | Costruttore              | Giri | Tempo/Ritiro      | Pos.Griglia | Punti |
| --- | -- | ------------------ | ------------------------ | ---- | ----------------- | ----------- | ----- |
| 1   | 2  | Jochen Mass        | McLaren-Ford Cosworth    | 29   | 42'53"7           | 11          | 4,5   |
| 2   | 6  | Jacky Ickx         | Lotus-Ford Cosworth      | 29   | + 1"1             | 16          | 3     |
| 3   | 7  | Carlos Reutemann   | Brabham-Ford Cosworth    | 28   | + 1 Giro          | 15          | 2     |
| 4   | 17 | Jean-Pierre Jarier | Shadow-Ford Cosworth     | 28   | + 1 Giro          | 10          | 1,5   |
| 5   | 9  | Vittorio Brambilla | March-Ford Cosworth      | 28   | + 1 Giro          | 5           | 1     |
| 6   | 10 | Lella Lombardi     | March-Ford Cosworth      | 27   | + 2 Giri          | 24          | 0,5   |
| 7   | 21 | Tony Brise         | Williams-Ford Cosworth   | 27   | + 2 Giri          | 18          |       |
| 8   | 18 | John Watson        | Surtees-Ford Cosworth    | 26   | + 3 Giri          | 6           |       |
| NC  | 11 | Clay Regazzoni     | Ferrari                  | 25   | Non Classificato  | 2           |       |
| Rit | 22 | Rolf Stommelen     | Hill-Ford Cosworth       | 25   | Incidente         | 9           |       |
| Rit | 8  | Carlos Pace        | Brabham-Ford Cosworth    | 25   | Incidente         | 14          |       |
| Rit | 16 | Tom Pryce          | Shadow-Ford Cosworth     | 23   | Incidente         | 8           |       |
| Rit | 5  | Ronnie Peterson    | Lotus-Ford Cosworth      | 23   | Sospensione       | 12          |       |
| Rit | 31 | Roelof Wunderink   | Ensign-Ford Cosworth     | 20   | Trasmissione      | 19          |       |
| NC  | 23 | François Migault   | Hill-Ford Cosworth       | 18   | Non Classificato  | 22          |       |
| Rit | 27 | Mario Andretti     | Parnelli-Ford Cosworth   | 16   | Sospensione       | 4           |       |
| Rit | 14 | Bob Evans          | BRM                      | 7    | Alimentazione     | 23          |       |
| Rit | 24 | James Hunt         | Hesketh-Ford Cosworth    | 6    | Incidente         | 3           |       |
| Rit | 3  | Jody Scheckter     | Tyrrell-Ford Cosworth    | 3    | Motore            | 13          |       |
| Rit | 28 | Mark Donohue       | Penske-Ford Cosworth     | 3    | Incidente         | 17          |       |
| Rit | 25 | Alan Jones         | Hesketh-Ford Cosworth    | 3    | Incidente         | 20          |       |
| Rit | 4  | Patrick Depailler  | Tyrrell-Ford Cosworth    | 1    | Incidente         | 7           |       |
| Rit | 30 | Wilson Fittipaldi  | Copersucar-Ford Cosworth | 1    | Ritiro volontario | 21          |       |
| Rit | 20 | Arturo Merzario    | Williams-Ford Cosworth   | 1    | Ritiro volontario | 25          |       |
| Rit | 12 | Niki Lauda         | Ferrari                  | 0    | Incidente         | 1           |       |
| NP  | 1  | Emerson Fittipaldi | McLaren-Ford Cosworth    | 0    | Non parte         | 26          |       |

## Statistiche
Piloti
- Unico caso nella storia della Formula 1 che vede una donna conquistare punti validi per il mondiale (Lella Lombardi)
- 1ª e unica vittoria per Jochen Mass
- 10ª pole position per Niki Lauda
- 25º e ultimo podio per Jacky Ickx
- 1º Gran Premio per Tony Brise, Roelof Wunderink e Alan Jones

Costruttori
- 14ª vittoria per la McLaren
- 50º podio per la McLaren
- 1º e unico giro più veloce per la Parnelli

Motori
- 82ª vittoria per il motore Ford Cosworth
- 220º podio per il motore Ford Cosworth

Giri al comando
- James Hunt (1-6)
- Mario Andretti (7-16)
- Rolf Stommelen (17-21, 23-25)
- Carlos Pace (22)
- Jochen Mass (26-27, 29)
- Jacky Ickx (28)

## Classifiche

### Piloti
| Pos | Pilota             | Punti |
| --- | ------------------ | ----- |
| 1   | Emerson Fittipaldi | 15    |
| 2   | Carlos Pace        | 12    |
| 2   | Carlos Reutemann   | 12    |
| 4   | Jochen Mass        | 9,5   |
| 5   | Jody Scheckter     | 9     |
| 6   | James Hunt         | 7     |
| 7   | Clay Regazzoni     | 6     |
| 7   | Patrick Depailler  | 6     |
| 9   | Niki Lauda         | 5     |
| 10  | Jacky Ickx         | 3     |
| 11  | Jean-Pierre Jarier | 1,5   |
| 12  | Vittorio Brambilla | 1     |
| 13  | Lella Lombardi     | 0,5   |

### Costruttori
| Pos | Costruttore           | Punti |
| --- | --------------------- | ----- |
| 1   | Brabham-Ford Cosworth | 21    |
| 2   | McLaren-Ford Cosworth | 20,5  |
| 3   | Tyrrell-Ford Cosworth | 11    |
| 4   | Ferrari               | 8     |
| 5   | Hesketh-Ford Cosworth | 7     |
| 6   | Lotus-Ford Cosworth   | 3     |
| 7   | Shadow-Ford Cosworth  | 1,5   |
| 8   | March-Ford Cosworth   | 1     |

## Decisioni della giuria
Jean-Pierre Jarier venne penalizzato di un giro per aver ignorato le bandiere gialle.